# Liste deutscher Bevölkerungsanteile nach Staat
Die Liste deutscher Bevölkerungsanteile nach Staat listet Länder nach ihrem deutschstämmigen bzw. ethnisch deutschen Bevölkerungsanteil. Dabei wird auf ethnisch deutsche Minderheiten Bezug genommen, welche aufgrund globaler Migrationsbewegungen in vielen Ländern (besonders in der neuen Welt) bestehen. Sind keine Daten zu deutschstämmigen Minderheiten vorhanden, wird in der folgenden Rangliste auf die in Deutschland geborene Bevölkerung Bezug genommen. Zu einer Reihe von Ländern sind auch keinerlei verlässlichen Daten verfügbar und oft sind die Schätzungen auch nicht direkt miteinander vergleichbar, weshalb die Rangliste als Indikativ zu verstehen ist.
Weltweit waren die Länder mit den größten deutschstämmigen Bevölkerungen Deutschland (ca. 60 Millionen), die Vereinigten Staaten (40 bis 60 Millionen), Brasilien (5 bis 12 Millionen), Argentinien (3,5 Millionen) und Kanada (3,2 Millionen). Die Anzahl der Deutschstämmigen liegt weltweit zwischen 120 und 150 Millionen Menschen. Viele dieser Personen haben neben deutscher Abstammung auch Abstammung aus anderen Teilen der Welt, da es im Laufe der Zeit zur Vermischung zwischen den verschiedenen Einwanderergruppen gekommen ist.

## Liste
Rangliste der Länder nach deutschstämmiger bzw. ethnisch deutscher Bevölkerung. Neben der Anzahl ist auch der Anteil an der Gesamtbevölkerung angegeben.
| Rang  | Land                    | Anzahl der Deutschen    | Anteil an der Gesamtbevölkerung | Jahr der Erhebung                                                        | Bemerkung |
| ----- | ----------------------- | ----------------------- | ------------------------------- | ------------------------------------------------------------------------ | --- |
| 1     | Deutschland             | 59.565.000              | 72,8 %                          | 2021                                                                     | Laut dem Statistischen Bundesamt waren 2021 72,8 % der Bevölkerung Deutsche ohne Migrationshintergrund. Dazu zählen nationale Minderheiten wie die Sorben, allerdings keine ethnisch deutschen Spätaussiedler (über zwei Mio. Personen). |
| 2     | Vereinigte Staaten      | 42.220.180–60.000.000   | 12,7 %–18,2 %                   | 2021                                                                     | Personen, die vollständig oder teilweise deutscher Abstammung sind (Deutschamerikaner). 2020 lebten 534.000 in Deutschland geborene Personen in den USA.                                                                                 |
| 3     | Brasilien               | 5.000.000–12.000.000    | 2,5–5 %                         | 2004/2000                                                                | Knapp 5 Millionen Personen mit deutscher Abstammung (2004) laut Deutsche Welle. 12 Millionen mit zumindest partieller deutscher Abstammung laut Al Jazeera.                                                                              |
| 4     | Argentinien             | ca. 3.500.000           | 7 %                             | 2020                                                                     | Eine Million Personen mit deutscher Abstammung (Deutschargentinier). 2,5 Millionen Personen sind Wolgadeutscher Abstammung. |
| 5     | Kanada                  | 3.322.405               | 9,6 %                           | 2016                                                                     | Personen, die deutsche Abstammung angeben (Deutschkanadier). Knapp 157.000 in Deutschland geborene Personen (2020). |
| 6     | Kolumbien               | ca. 1.560.000           | 3 %                             | 2021                                                                     | Geschätzte Anzahl der Personen mit deutscher Abstammung. |
| 7     | Frankreich              | 1.280.000               | 1,9 %                           | 2021                                                                     | Deutschstämmige und Migranten aus Deutschland. Knapp 203.400 in Deutschland geborene Personen (2020). |
| 8     | Australien              | 1.026.138               | 4,0 %                           | 2021                                                                     | Personen, die deutsche Abstammung angeben (Deutschaustralier). Knapp 125.000 in Deutschland geborene Personen (2020). |
| 9     | Chile                   | ca. 500.000             | 3,5 %                           | 2011                                                                     | Knapp 500.000 Personen mit deutscher Abstammung laut Deutscher Welle. |
| 10    | Schweiz                 | ca. 480.000             | 5,5 %                           | 2021                                                                     | Knapp 311.000 Personen, die nur die deutsche Staatsangehörigkeit besitzen, leben im Land (2021). 480.000 einschließlich Doppelstaatler.                                                                                                  |
| 11    | Türkei                  | 376.288                 | 0,4 %                           | 2020                                                                     | Anzahl der in Deutschland geborenen Personen im Land. Darunter eine hohe Anzahl an Deutschtürkischen Rücksiedlern. |
| 12    | Niederlande             | 342.925                 | 2,0 %                           | 2022                                                                     | Ethnische Deutsche im Land. Knapp 124.000 in Deutschland geborene Personen (2020). |
| 13    | Vereinigtes Königreich  | 310.043                 | 0,4 %                           | 2020                                                                     | Anzahl der in Deutschland geborenen Personen im Land. Unbekannte Anzahl mit deutscher Abstammung (Deutschbriten). |
| 14    | Polen                   | 300.000–350.000         | 0,8–1,0 %                       | 2011                                                                     | Geschätzte Größe der deutschen Minderheit in Polen. Knapp 100.000 in Deutschland geborene Personen (2020). |
| 15    | Paraguay                | ca. 300.000             | 5,5 %                           | 2005                                                                     | Geschätzte Anzahl der Personen mit deutscher Abstammung (2005). |
| 16    | Bolivien                | 262.500                 | 3 %                             | 2001                                                                     | Geschätzte Anzahl der Personen mit deutscher Abstammung (2001). Relativ große Gemeinde an deutschstämmigen Mennoniten. |
| 17    | Kasachstan              | 226.092                 | 1,2 %                           | 2021                                                                     | Anzahl der im Land lebenden Kasachstandeutschen. |
| 18    | Österreich              | 225.108                 | 2,5 %                           | 2023                                                                     | Personen, die die deutsche Staatsangehörigkeit besitzen (ohne Doppelstaatler). |
| 19    | Italien                 | 211.223                 | 0,3 %                           | 2020                                                                     | Anzahl der in Deutschland geborenen Personen im Land. |
| 20    | Spanien                 | 200.659                 | 0,4 %                           | 2020                                                                     | Anzahl der in Deutschland geborenen Personen im Land. |
| 21    | Neuseeland              | ca. 200.000             | 5 %                             | 2000er                                                                   | Geschätzte Anzahl von Personen deutscher Abstammung. |
| 22    | Russland                | 195.256                 | 0,1 %                           | 2021                                                                     | Anzahl der im Land lebenden Russlanddeutschen. |
| 23    | Mexiko                  | ca. 175.000             | 0,2 %                           | 2010                                                                     | Geschätzte Anzahl von 75.000 Personen deutscher Abstammung. Knapp 100.000 russlanddeutsche Mennoniten. |
| 24    | Peru                    | ca. 160.000             | 0,5 %                           | 2016                                                                     | Geschätzte Anzahl von Personen deutscher Abstammung. |
| 25    | Ungarn                  | 132.000                 | 1,4 %                           | 2011                                                                     | Größe der Ungarndeutschen Minderheit laut Selbstidentifikation. |
| 26    | Griechenland            | 116.644                 | 1,1 %                           | 2020                                                                     | Anzahl der in Deutschland geborenen Personen im Land. |
| 27    | Belgien                 | 81.650                  | 0,7 %                           | 2020                                                                     | Anzahl der in Deutschland geborenen Personen im Land. Deutschsprachige Gemeinschaft in Belgien von knapp 60.000 Personen (2016). |
| 28    | Schweden                | 55.642                  | 0,5 %                           | 2022                                                                     | Anzahl der in Deutschland geborenen Personen im Land. |
| 29    | Uruguay                 | ca. 50.000              | 1,5 %                           | 2021                                                                     | Deutschstämmige und Migranten aus Deutschland. |
| 30    | Ecuador                 | ca. 45.000              | 0,4 %                           | 2022                                                                     | Deutschstämmige bzw. Deutschsprachige im Land. |
| 31    | Dänemark                | 39.665                  | 0,7 %                           | 2023                                                                     | Anzahl deutscher Migranten und ihrer Nachfahren. Deutsche Minderheit in Dänemark von 10–15.000 Personen. |
| 32    | Ukraine                 | 33.302                  | < 0,1 %                         | 2001                                                                     | Größe der Ukrainedeutschen Minderheit. |
| 33    | Kroatien                | 31.783                  | 0,8 %                           | 2020                                                                     | Anzahl der in Deutschland geborenen Personen im Land. Kleine Kroatiendeutsche Minderheit im Land verblieben. |
| 34    | Portugal                | 30.866                  | 0,3 %                           | 2020                                                                     | Anzahl der in Deutschland geborenen Personen im Land. |
| 35    | Thailand                | 30.000                  | < 0,1 %                         |                                                                          | Inoffizielle Schätzung. |
| 36    | Norwegen                | 28.327                  | 0,5 %                           | 2020                                                                     | Anzahl der in Deutschland geborenen Personen im Land. |
| 37    | Israel                  | 22.971                  | 0,3 %                           | 2020                                                                     | Anzahl der in Deutschland geborenen Personen im Land. |
| 38    | Rumänien                | 22.900                  | 0,1 %                           | 2022                                                                     | Anzahl der Rumäniendeutschen. |
| 39    | Tschechien              | 21.216                  | 0,2 %                           | 2017                                                                     | Anzahl der deutschen Staatsbürger. Knapp 40.000 Personen (0,4 %) gaben bei der Volkszählung 2001 an Teil der Deutsche Minderheit in Tschechien zu sein.                                                                                  |
| 40    | Namibia                 | ca. 20.000              | 1 %                             | 2011                                                                     | Anzahl der Personen mit Deutscher Muttersprache. Weitere Personen im Land sind vollständig oder partiell deutscher Abstammung (Deutschnamibier).                                                                                         |
| 41    | Südafrika               | 16.595                  | < 0,1 %                         | 2020                                                                     | Anzahl der in Deutschland geborenen Personen im Land. Unbekannte Anzahl an Personen mit deutscher Abstammung. Die Buren sind zu einem Drittel deutscher Abstammung.                                                                      |
| 42    | Irland                  | 16.475                  | 0,3 %                           | 2020                                                                     | Anzahl der in Deutschland geborenen Personen im Land. |
| 43    | Serbien                 | 16.392                  | 0,2 %                           | 2020                                                                     | Anzahl der in Deutschland geborenen Personen im Land. |
| 44    | Volksrepublik China     | 14.446                  | < 0,1 %                         | 2010                                                                     | Anzahl der Deutschen im Land. |
| 45    | Luxemburg               | 12.608                  | 2,0 %                           | 2020                                                                     | Deutsche Staatsbürger im Land. |
| 46    | Bulgarien               | 12.588                  | 0,2 %                           | 2020                                                                     | Anzahl der in Deutschland geborenen Personen im Land. |
| 47    | Belize                  | ca. 10.000              | 2,5 %                           | 2022                                                                     | Gemeinde von deutschstämmigen Mennoniten im Land. |
| 47    | Costa Rica              | ca. 10.000              | 0,3 %                           | 2010                                                                     | Geschätzte Anzahl von Personen mit deutscher Abstammung. |
| 47    | Usbekistan              | ca. 10.000              | < 0,1 %                         | 2019                                                                     | Deutsche Minderheit in Usbekistan. |
| 50    | Kirgisistan             | 7.886                   | 0,1 %                           | 2021                                                                     | Anzahl der Kirgisistandeutschen. |
| 51    | Ägypten                 | 7.771                   | < 0,1 %                         | 2020                                                                     | Anzahl der in Deutschland geborenen Personen im Land. |
| 52    | Slowenien               | 7.682                   | 0,4 %                           | 2020                                                                     | Anzahl der in Deutschland geborenen Personen im Land. |
| 53    | Libyen                  | 7.503                   | < 0,1 %                         | 2020                                                                     | Anzahl der in Deutschland geborenen Personen im Land. |
| 54    | Japan                   | 7.477                   | < 0,1 %                         | 2020                                                                     | Anzahl der in Deutschland geborenen Personen im Land. |
| 55    | Finnland                | 6.834                   | 0,1 %                           | 2020                                                                     | Anzahl der in Deutschland geborenen Personen im Land. |
| 56    | Slowakei                | 6.202                   | 0,1 %                           | 2020                                                                     | Anzahl der in Deutschland geborenen Personen im Land. |
| 57    | Philippinen             | 4.029                   | < 0,1 %                         | 2020                                                                     | Anzahl der in Deutschland geborenen Personen im Land. |
| 58    | Guatemala               | ca. 4.000               | < 0,1 %                         |                                                                          | Anzahl der Personen mit deutscher Abstammung. |
| 59    | Venezuela               | 3.968                   | < 0,1 %                         | 2020                                                                     | Anzahl der in Deutschland geborenen Personen im Land. Unbekannte Anzahl an Personen deutscher Abstammung. Deutschstämmige Gemeinde in Colonia Tovar.                                                                                     |
| 60    | Malta                   | 2.969                   | 0,6 %                           | 2020                                                                     | Anzahl der in Deutschland geborenen Personen im Land. |
| 61    | Estland                 | 2.701                   | 0,2 %                           | 2021                                                                     | Ethnische Deutsche im Land. |
| 62    | Zypern                  | 2.580                   | 0,2 %                           | 2020                                                                     | Anzahl der in Deutschland geborenen Personen im Land. |
| 63    | Lettland                | 2.554                   | 0,1 %                           | 2018                                                                     | Deutsche Minderheit im Land. |
| 64    | Belarus                 | 2.474                   | < 0,1 %                         | 2009                                                                     | Größe der verbliebenen deutschen Minderheit im Land. |
| 65    | Indien                  | 2.382                   | < 0,1 %                         | 2020                                                                     | Anzahl der in Deutschland geborenen Personen im Land. |
| 66    | Südkorea                | 2.121                   | < 0,1 %                         | 2020                                                                     | Anzahl der in Deutschland geborenen Personen im Land. |
| 67    | Island                  | 2.148                   | 0,6 %                           | 2020                                                                     | Anzahl der in Deutschland geborenen Personen im Land. |
| 68    | Hongkong                | 2.048                   | < 0,1 %                         | 2020                                                                     | Anzahl der in Deutschland geborenen Personen im Land. |
| 69    | Litauen                 | 1.977                   | 0,1 %                           | 2021                                                                     | Ethnische Deutsche im Land. |
| 70    | Dominikanische Republik | 1.938                   | < 0,1 %                         | 2020                                                                     | Anzahl der in Deutschland geborenen Personen im Land. Unbekannte Anzahl an Personen deutscher Abstammung. |
| 71    | Montenegro              | 1.882                   | 0,3 %                           | 2020                                                                     | Anzahl der in Deutschland geborenen Personen im Land. |
| 72    | Liechtenstein           | 1.694                   | 4,4 %                           | 2020                                                                     | Anzahl der Deutschen im Land. |
| 73    | Marokko                 | 1.553                   | < 0,1 %                         | 2020                                                                     | Anzahl der in Deutschland geborenen Personen im Land. |
| 74    | Tunesien                | 1.537                   | < 0,1 %                         | 2020                                                                     | Anzahl der in Deutschland geborenen Personen im Land. |
| 75    | Panama                  | 1.279                   | < 0,1 %                         | 2020                                                                     | Anzahl der in Deutschland geborenen Personen im Land. Unbekannte Anzahl an Personen deutscher Abstammung. |
| 76    | Turkmenistan            | 1.029                   | < 0,1 %                         | 2020                                                                     | Anzahl der in Deutschland geborenen Personen im Land. |
| 77    | Senegal                 | 904                     | < 0,1 %                         | 2020                                                                     | Anzahl der in Deutschland geborenen Personen im Land. |
| 78    | Haiti                   | 883                     | < 0,1 %                         | 2020                                                                     | Anzahl der in Deutschland geborenen Personen im Land. |
| 79    | Algerien                | 761                     | < 0,1 %                         | 2020                                                                     | Anzahl der in Deutschland geborenen Personen im Land. |
| 80    | Jordanien               | 719                     | < 0,1 %                         | 2020                                                                     | Anzahl der in Deutschland geborenen Personen im Land. |
| 81    | Moldau                  | 701                     | < 0,1 %                         | 2020                                                                     | Anzahl der in Deutschland geborenen Personen im Land. |
| 82    | Armenien                | 631                     | < 0,1 %                         | 2020                                                                     | Anzahl der in Deutschland geborenen Personen im Land. |
| 83    | Georgien                | 629                     | < 0,1 %                         | 2020                                                                     | Anzahl der in Deutschland geborenen Personen im Land. |
| 84    | Republik Kongo          | 574                     | < 0,1 %                         | 2020                                                                     | Anzahl der in Deutschland geborenen Personen im Land. |
| 85    | Sri Lanka               | 560                     | < 0,1 %                         | 2020                                                                     | Anzahl der in Deutschland geborenen Personen im Land. |
| 86    | Bosnien und Herzegowina | 516                     | < 0,1 %                         | 2020                                                                     | Anzahl der in Deutschland geborenen Personen im Land. |
| 87    | Tadschikistan           | 446                     | < 0,1 %                         | 2010                                                                     | Ethnische Deutsche im Land. |
| 88    | Andorra                 | 364                     | 0,4 %                           | 2020                                                                     | Anzahl der in Deutschland geborenen Personen im Land. |
| 89    | Sambia                  | 341                     | < 0,1 %                         | 2020                                                                     | Anzahl der in Deutschland geborenen Personen im Land. |
| 90    | Kamerun                 | 340                     | < 0,1 %                         | 2020                                                                     | Anzahl der in Deutschland geborenen Personen im Land. |
| 91    | Botswana                | 336                     | < 0,1 %                         | 2020                                                                     | Anzahl der in Deutschland geborenen Personen im Land. |
| 92    | Nicaragua               | 313                     | < 0,1 %                         | 2020                                                                     | Anzahl der in Deutschland geborenen Personen im Land. Unbekannte Anzahl an Personen mit deutscher Abstammung. |
| 93    | Bahamas                 | 308                     | 0,1 %                           | 2020                                                                     | Anzahl der in Deutschland geborenen Personen im Land. |
| 94    | Honduras                | 297                     | < 0,1 %                         | 2010                                                                     | Anzahl der in Deutschland geborenen Personen im Land. Unbekannte Anzahl an Personen mit deutscher Abstammung. |
| 95    | Trinidad und Tobago     | 280                     | < 0,1 %                         | 2020                                                                     | Anzahl der in Deutschland geborenen Personen im Land. Unbekannte Anzahl an Personen mit deutscher Abstammung. |
| 96    | Malediven               | 271                     | 0,1 %                           | 2020                                                                     | Anzahl der in Deutschland geborenen Personen im Land. |
| 97    | Aserbaidschan           | 270                     | < 0,1 %                         | 2020                                                                     | Anzahl der in Deutschland geborenen Personen im Land. |
| 98    | El Salvador             | 230                     | < 0,1 %                         | 2020                                                                     | Anzahl der in Deutschland geborenen Personen im Land. Unbekannte Anzahl an Personen mit deutscher Abstammung. |
| 99    | Puerto Rico             | 217                     | < 0,1 %                         | 2020                                                                     | Anzahl der in Deutschland geborenen Personen im Land. Unbekannte Anzahl an Personen mit deutscher Abstammung. |
| 100   | Togo                    | 201                     | < 0,1 %                         | 2020                                                                     | Anzahl der in Deutschland geborenen Personen im Land. |
| 101   | Mongolei                | 195                     | < 0,1 %                         | 2020                                                                     | Anzahl der in Deutschland geborenen Personen im Land. |
| 102   | Uganda                  | 194                     | < 0,1 %                         | 2020                                                                     | Anzahl der in Deutschland geborenen Personen im Land. |
| 103   | Liberia                 | 162                     | < 0,1 %                         | 2020                                                                     | Anzahl der in Deutschland geborenen Personen im Land. |
| 104   | Libanon                 | 159                     | < 0,1 %                         | 2020                                                                     | Anzahl der in Deutschland geborenen Personen im Land. |
| 105   | Mauritius               | 136                     | < 0,1 %                         | 2020                                                                     | Anzahl der in Deutschland geborenen Personen im Land. |
| 106   | Kuba                    | 106                     | < 0,1 %                         | 2020                                                                     | Anzahl der in Deutschland geborenen Personen im Land. Unbekannte Anzahl an Personen deutscher Abstammung. |
| 107   | Gabun                   | 86                      | < 0,1 %                         | 2020                                                                     | Anzahl der in Deutschland geborenen Personen im Land. |
| 108   | Seychellen              | 85                      | < 0,1 %                         | 2020                                                                     | Anzahl der in Deutschland geborenen Personen im Land. |
| 109   | Kap Verde               | 69                      | < 0,1 %                         | 2020                                                                     | Anzahl der in Deutschland geborenen Personen im Land. |
| 110   | Grönland                | 56                      | 0,1 %                           | 2020                                                                     | Anzahl der in Deutschland geborenen Personen im Land. |
| 111   | Kambodscha              | 39                      | < 0,1 %                         | 2020                                                                     | Anzahl der in Deutschland geborenen Personen im Land. |
| 112   | Sierra Leone            | 32                      | < 0,1 %                         | 2020                                                                     | Anzahl der in Deutschland geborenen Personen im Land. |
| 113   | Färöer                  | 29                      | < 0,1 %                         | 2020                                                                     | Anzahl der in Deutschland geborenen Personen im Land. |
| 114   | Bhutan                  | 27                      | < 0,1 %                         | 2020                                                                     | Anzahl der in Deutschland geborenen Personen im Land. |
| 115   | Guinea                  | 24                      | < 0,1 %                         | 2020                                                                     | Anzahl der in Deutschland geborenen Personen im Land. |
| Summe | Summe                   | 122.930.596–147.760.416 | 1,6 %–1,9 %                     | Personen mit vollständigen oder partiellen deutschen Abstammung weltweit | Personen mit vollständigen oder partiellen deutschen Abstammung weltweit |

## Galerie

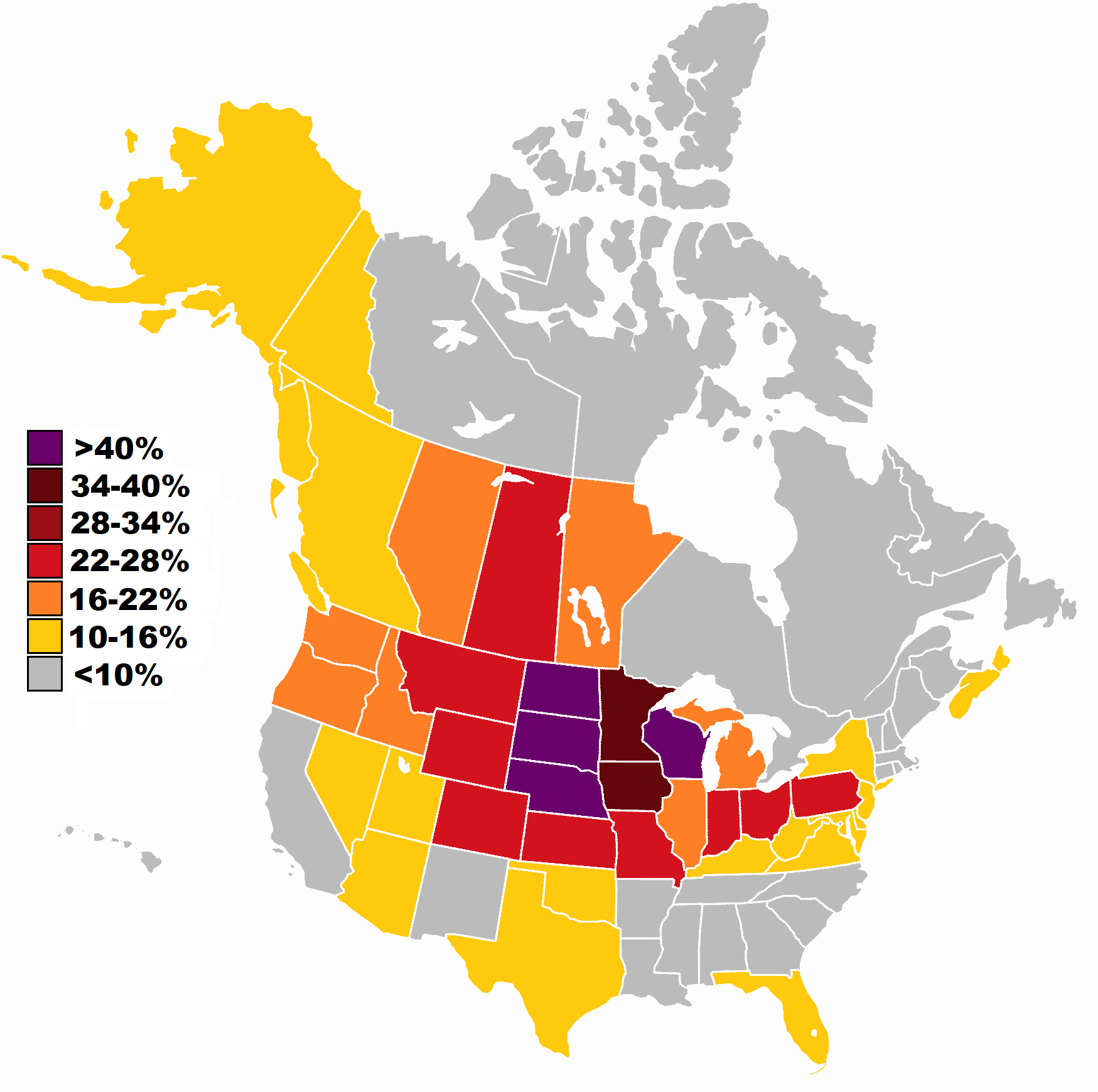
Deutsche Abstammung in Nordamerika
Deutsche Abstammung in Australien (2011)
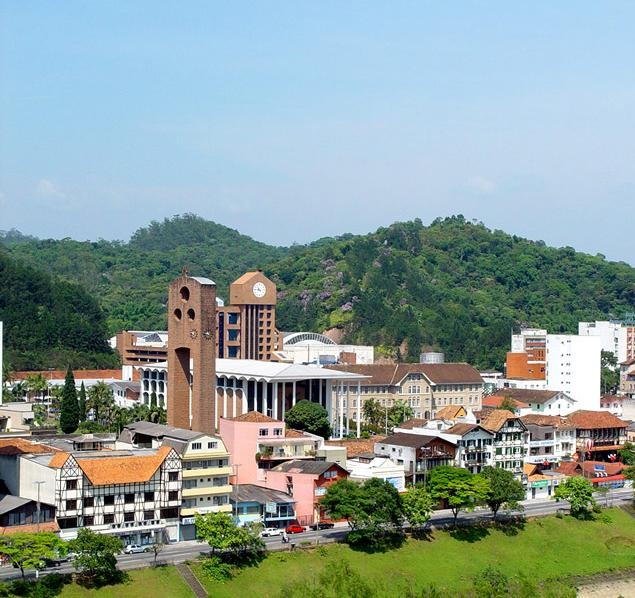
Von Deutschen gegründeter Ort Blumenau in Brasilien
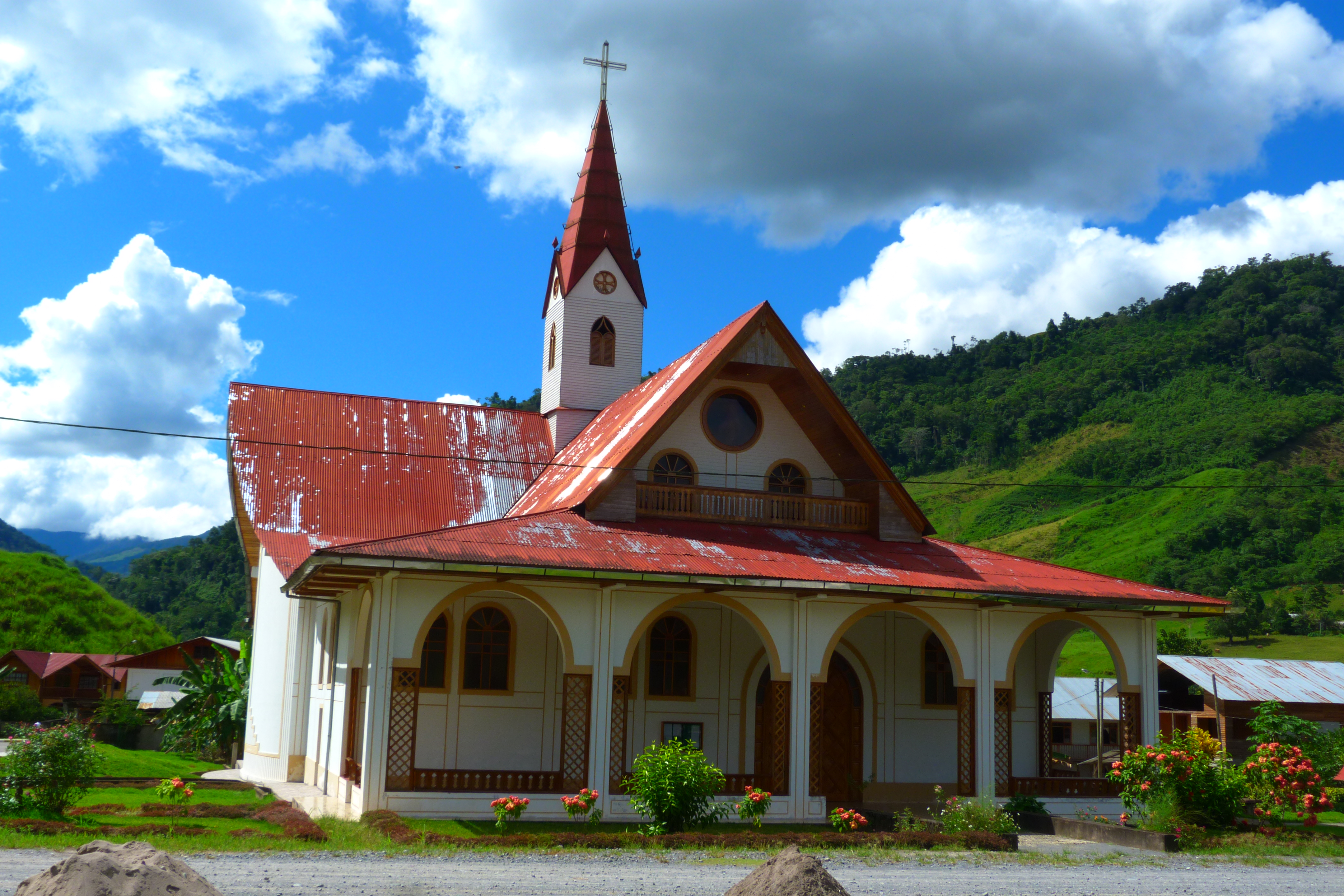
Deutsche Kirche bei Pozuzo in Peru
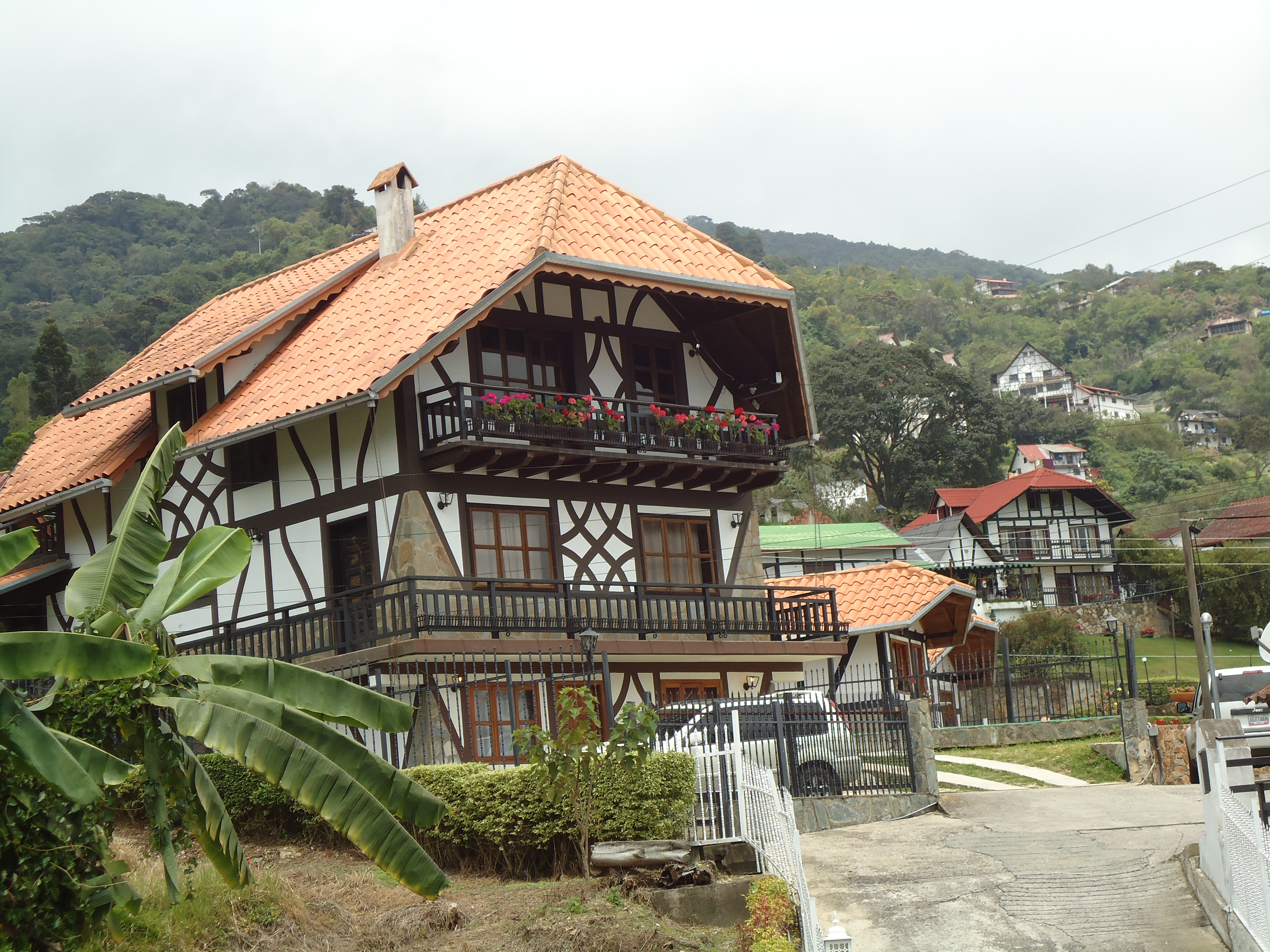
Deutsches Dorf Colonia Tovar In Venezuela